# Gabčíkovo

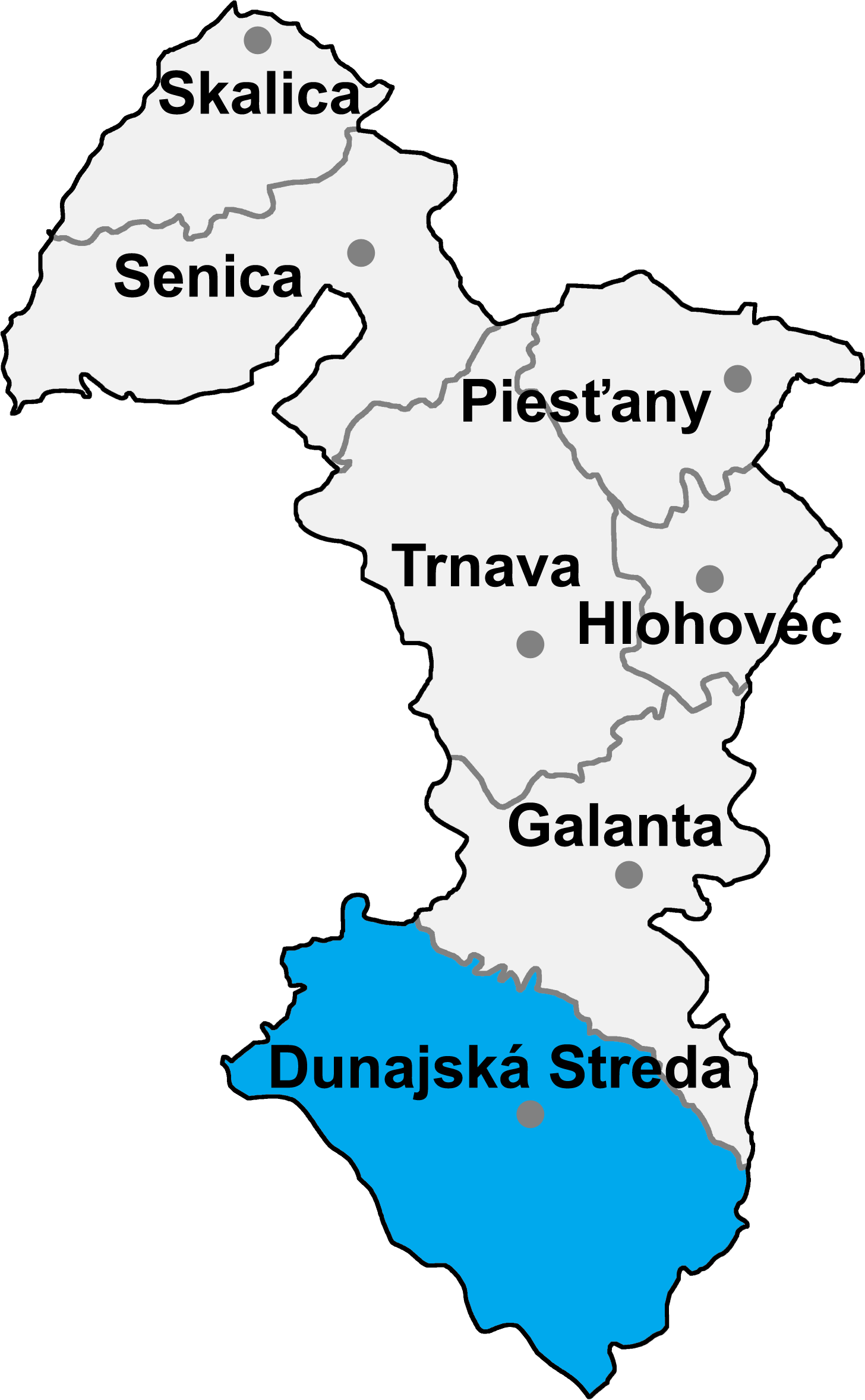
Localização de Dunajská Streda (distrito) na Trnava (região)

O Distrito eslovaco de Gabčíkovo  é um dos sessenta e quatro municípios que formam a Distrito de Dunajská Streda, situada em Região de Trnava, Eslováquia. É um município famoso por ter sido local de nascimento de Jozef Gabcik, soldado checoslovaco que levou a cabo o atentado contra a vida de Reinhard Heydrich, um dos chefes da SS e mentor da Solução final, na missão conhecida como Operação Antropóide. O nome do município é hoje uma homenagem a Gabcik.

## Demografia
| Ano:        | 1994 | 2004   | 2014   | 2024   |
| ----------- | ---- | ------ | ------ | ------ |
| Broj ljudi: | 4971 | 5117   | 5397   | 5290   |
| Razlika:    |      | +2,93% | +5,47% | -1,98% |

| Ano:               | 2023 | 2024   |
| ------------------ | ---- | ------ |
| Número de pessoas: | 5268 | 5290   |
| Diferença:         |      | +0,41% |